# 浄雲寺 (台東区)
浄雲寺（じょううんじ）は、東京都台東区にある浄土真宗本願寺派の寺院。

## 歴史
鎌倉時代前期、祐光坊証念によって開山された。祐光坊証念は親鸞の弟子である。元々は武蔵国荒木田村に位置していたが、1700年（元禄13年）に現在地に移転した。
1923年（大正12年）の関東大震災や1945年（昭和20年）の空襲で焼失したため、当寺の由来を記した文書はほとんど残っていない。
1967年（昭和42年）、現在の本堂が再建された。

## 交通アクセス
- 南千住駅より徒歩約17分（経路案内）。